# Erazm Plewiński
Erazm Plewiński – lubelski ziemianin, właściciel majątku Felin. Ziemie te kupił w roku 1897 od Wandy Brzozowskiej, która to nabyła je od Emanuela Grafa. W roku 1913 zapisał Lubelskiemu Towarzystwu Rolniczemu 10 tys. rubli oraz 328 morgów 240 prętów gruntu w majątku Felin, z przeznaczeniem na zorganizowanie szkoły i kursów rolniczych dla miejscowej ludności, pozostawiając sobie prawo do zamieszkiwania w majątku. Dzięki osiągniętym z tego tytułu dochodom Towarzystwo już rok później mogło zakupić od Henryka Wiercieńskiego parcelę ziemską Kijany-Dwór (obecnie część Kijan) o powierzchni 49 morgów 186 prętów i z gotowymi budynkami gospodarczymi i mieszkalnymi. Utworzona w ten sposób szkoła przetrwała do dziś jako Zespół Szkół Rolniczych w Kijanach.
Erazm Plewiński jest od 2013 patronem jednej z ulic na lubelskim Felinie.